# Sears
Sears, Roebuck and Company (с англ. — «Сирс, Роубак энд Ко»), более известная как Sears — американская компания, управляющая несколькими международными сетями розничной торговли.

## История
Компания Sears была основана Ричардом Сирсом (англ. Richard Warren Sears) и Алвой Робаком (англ. Alvah Curtis Roebuck) в конце XIX века. Новацией компании было то, что она поставляла товары по почте, заказанные конечными покупателями по почтовым каталогам. На тот момент компания специализировалась на торговле гражданским стрелковым оружием, в особенности револьверами Кольта.
Начав с этой деятельности, к середине XX века компания стала крупнейшим розничным торговцем США, а её каталоги получили всемирную известность. Компания упоминается во многих известных литературных произведениях. После Второй мировой войны клиентура компании значительно сузилась в результате конкуренции, а также изменений в демографии — её крупные магазины были расположены в сельской местности и в центральной части городов, тогда как население в основном перемещалось в пригороды. Со временем их каталоги были сильно сокращены.
В 1955 году отдел компании по социальному взаимодействию разместил объявление в газете, предлагающее детям позвонить Санта-Клаусу. В номере телефона, оставленном в объявлении, содержалась ошибка, и дети, звоня Санта-Клаусу, попадали в центр Воздушно-космической обороны США. Чтобы не расстраивать детей, военные сообщали вымышленные координаты местоположения Санта-Клауса. Так зародилась рождественская программа NORAD Tracks Santa.
В начале 2005 года в результате слияния с торговой сетью Kmart была образована холдинговая компания Sears Holdings с сохранением торговых сетей Sears и Kmart под прежними наименованиями.
15 октября 2018 года начала процедуру банкротства.